# SkyTeam

A SkyTeam logója.

A 2000. június 22-én alapított SkyTeam a világ három légiszövetségének egyike, a rangsorban második legnagyobb (a Star Alliance után és a oneworld előtt). Az Aeroméxico, az Air France, a Delta Air Lines és a Korean Air által létrehozott szövetségnek ma már 19 tagja van (az alapítók mellett az Aeroflot, a Tarom, a Saudia, a Czech Airlines, a KLM az Aerolineas Argentinas, az Air Europa, a China Airlines, a China Eastern Airlines, a Garuda Indonesia, a Kenya Airways, a Middle East Airlines, a Vietnam Airlines, a Xiamen Air és a Scandinavian Airlines képezi a részét).
A Global Traveler Magazin olvasói szerint a SkyTeam 2005-ben a világ legjobb légiszövetsége volt.

## Külső hivatkozások
- Official Website of SkyTeam